# 狩野永伯
狩野 永伯（かのう えいはく、貞享4年（1687年） - 明和元年7月13日（1764年8月10日））は、江戸時代中期に活動した狩野派の絵師。京狩野家4代目狩野永敬の子で、永伯は5代目。本姓は藤原、諱は清信。通称は求馬、縫殿助。号に山亮、山亮斎。

## 略伝
狩野永敬の子として生まれる。父から画を学ぶが、元禄15年（1702年）16歳でその父を亡くしてしまう。父の代からと関係があった二条家には、尾形光琳や山本素軒、片山尚景といったベテラン絵師たちも出入りしており、彼らに比べて若年の永伯は苦境にたたされたと推測される。しかし、宝暦5年（1708年）の御所障壁画制作では、京狩野家代々の禁裏御用での履歴を強調し、その筋目に当たる自分が参加出来ないと家筋が断絶してしまうと訴え、参加を認められた。以降、朝廷の仕事を請け負うようになったらしく、延享4年（1747年）桃園天皇即位に伴う御用でも、土佐光芳、土佐光淳、鶴澤探鯨らと共に参加している。こうした朝廷との繋がりが他の京絵師たちとの差となり、京狩野家は別格の存在となっていったと推測される。住居は、御所南側よりの車屋町。78歳で没。墓所は泉涌寺。永伯には3人の娘がいたが男子に恵まれず、狩野永良を養子として跡を継がせた。
後の天明の大火や美術史で等閑視されたためか、長寿の割に確認されている作品は少ない。『古今墨跡鑑定便覧』（嘉永7年（1854年刊））などの幕末の画人伝では、父の死後は狩野宗家の狩野主信（狩野安信の孫）に学ぶとされる。これを裏付ける史料は確認されておらず、京狩野家当主が十数才しか歳が離れていない狩野宗家当主に弟子入りするかやや疑問であるが、画風には江戸狩野様式が認められる。

## 作品
| 作品名           | 技法         | 形状・員数 | 寸法（縦x横cm）   | 所有者              | 年代              | 落款・印章                                                                                       | 備考                                                                                               |
| ---------------- | ------------ | ---------- | ----------------- | ------------------- | ----------------- | ------------------------------------------------------------------------------------------------ | -------------------------------------------------------------------------------------------------- |
| 松竹梅に鶴図屏風 | 紙本金地著色 | 六曲一双   | 171.5x379.4（各） | 大分市美術館        |                   | 両隻端に「金門画史」朱文長方印/款記「狩野縫殿助藤原永伯筆」/「狩野氏」白文方印・「永伯」朱文鼎印 | 「金門」とは禁門・禁裏の画家という意味で、「金門画史」の印文は狩野山雪から狩野永岳まで用いている。 |
| 大雲寺境内図絵馬 | 板金地著色   | 絵馬1面    | 115x220           | 大雲寺 (京都市)旧蔵 | 1722年（享保7年） | 款記「狩野永伯画」                                                                               | 現在は所在不明。                                                                                   |
| 富士秋景図       |              | 1幅        | 51x98             | 六波羅蜜寺          |                   | 款記「狩野山亮斎画」/「狩野氏」白文方印・「永伯」朱文方印                                        | 「富士四景図」4幅対のうちの1幅                                                                     |